# Gijzeling in Bamako
De gijzeling in Bamako vond op 20 november 2015 plaats in het Radisson Blu-hotel in Bamako, de hoofdstad van het Afrikaanse land Mali.
In het hotel werden ongeveer 170 mensen in gijzeling gehouden. De verantwoordelijkheid voor de actie werd opgeëist door Al-Mourabitoun, een islamitische terreurgroep die voornamelijk in het noorden van Mali opereert en gelieerd is aan Al Qaida in de Islamitische Maghreb. Aan de gijzeling werd een einde gemaakt door Malinese troepen, ondersteund door Franse en Amerikaanse militairen. Bij de gijzeling verloren 19 gijzelaars het leven, daarnaast kwamen twee van de daders om. Twee slachtoffers hadden de Belgische nationaliteit. 
In Mali werd de noodtoestand uitgeroepen.

## Achtergrond
In Mali woedde in 2012 en 2013 een burgeroorlog, waarna er vredestroepen van de Verenigde Naties werden gestationeerd.